# Julian Ryerson
Julian Ryerson (Lyngdal, 17 novembre 1997) è un calciatore norvegese, difensore del Borussia Dortmund e della nazionale norvegese.

## Biografia
Nato in Norvegia, suo padre è nato negli Stati Uniti. Suo cugino Mathias Rasmussen è anch'egli un calciatore.

## Caratteristiche tecniche
Di ruolo terzino destro, può giocare anche da esterno destro a centrocampo.

## Carriera

### Club

#### Viking
Cresciuto nelle giovanili del Lyngdal, è entrato poi in quelle del Viking. Aggregato in prima squadra per il campionato 2015, ha effettuato il proprio esordio in Eliteserien in data 24 luglio, subentrando a Suleiman Abdullahi nel successo per 0-3 sul campo dello Start. Ha disputato 2 partite nel corso di quella stagione. Il 28 agosto 2016 ha trovato la prima rete nella massima divisione locale, nel 2-2 casalingo contro il Lillestrøm.
Il 18 aprile 2017 ha rinnovato il contratto che lo legava al Viking fino al 31 dicembre 2018.

#### Union Berlino
Il 29 luglio 2018, il Viking ha reso noto d'aver raggiunto un accordo per il trasferimento di Ryerson ai tedeschi dell'Union Berlino, soggetto al buon esito delle visite mediche di rito. Il 31 luglio, la sua nuova squadra ha ratificato l'ingaggio del giocatore, che ha firmato un contratto triennale e ha scelto di vestire la maglia numero 6.

#### Borussia Dortmund
Il 17 gennaio 2023 viene acquistato dal Borussia Dortmund.

### Nazionale

#### Giovanili
Ryerson ha rappresentato la Norvegia a livello Under-18, Under-19 e Under-21. Per quanto concerne quest'ultima selezione, il 3 novembre 2016 ha ricevuto la prima convocazione dal commissario tecnico Leif Gunnar Smerud in vista delle partite amichevoli da disputarsi contro Slovacchia e Repubblica Ceca, rispettivamente in data 12 e 15 novembre. I test, disputatisi a La Manga del Mar Menor, non sono stati validi ai fini del conteggio delle presenze in Nazionale.
Ryerson ha debuttato quindi il 24 marzo 2017, in un'amichevole contro il Portogallo, in cui è subentrato ad Erlend Dahl Reitan: l'incontro è terminato con una sconfitta per 3-1. Il 12 giugno è stato impiegato nella sfida contro il Kosovo, valida per le qualificazioni al campionato europeo 2019, gara dove ha trovato una rete attraverso cui ha contribuito al successo della sua squadra per 5-0. Il risultato è stato poi rovesciato in una sconfitta a tavolino dall'UEFA, poiché Kristoffer Ajer è stato utilizzato in questa partita mentre doveva scontare una giornata di squalifica rimediata precedentemente in Under-19.

#### Maggiore
Il 18 novembre 2020 esordisce con la nazionale maggiore nella gara esterna pareggiata per 1-1 in Nations League contro l'Austria.
Il 22 marzo 2025 ha realizzato la sua prima rete con la massima selezione norvegese nella sfida vinta per 0-5 in casa della Moldavia.

## Statistiche

### Presenze e reti nei club
Statistiche aggiornate al 18 marzo 2025.
| Stagione                 | Club                     | Campionato               | Campionato | Campionato | Coppe nazionali | Coppe nazionali | Coppe nazionali | Coppe continentali | Coppe continentali | Coppe continentali | Supercoppe | Supercoppe | Supercoppe | Totale | Totale |
| Stagione                 | Club                     | Comp                     | Pres       | Reti       | Comp            | Pres            | Reti            | Comp               | Pres               | Reti               | Comp       | Pres       | Reti       | Pres   | Reti   |
| ------------------------ | ------------------------ | ------------------------ | ---------- | ---------- | --------------- | --------------- | --------------- | ------------------ | ------------------ | ------------------ | ---------- | ---------- | ---------- | ------ | ------ |
| 2015                     | Viking                   | ES                       | 2          | 0          | CN              | 0               | 0               | -                  | -                  | -                  | -          | -          | -          | 2      | 0      |
| 2016                     | Viking                   | ES                       | 18         | 1          | CN              | 2               | 0               | -                  | -                  | -                  | -          | -          | -          | 20     | 1      |
| 2017                     | Viking                   | ES                       | 28         | 3          | CN              | 2               | 0               | -                  | -                  | -                  | -          | -          | -          | 30     | 3      |
| gen.-lug. 2018           | Viking                   | 1D                       | 15         | 3          | CN              | 1               | 0               | -                  | -                  | -                  | -          | -          | -          | 16     | 3      |
| Totale Viking            | Totale Viking            | Totale Viking            | 63         | 7          |                 | 5               | 0               |                    | -                  | -                  |            | -          | -          | 68     | 7      |
| 2018-2019                | Union Berlino            | 2.BL                     | 8+1        | 0          | CG              | 0               | 0               | -                  | -                  | -                  | -          | -          | -          | 9      | 0      |
| 2019-2020                | Union Berlino            | BL                       | 14         | 0          | CG              | 3               | 0               | -                  | -                  | -                  | -          | -          | -          | 17     | 0      |
| 2020-2021                | Union Berlino            | BL                       | 24         | 0          | CG              | 2               | 0               | -                  | -                  | -                  | -          | -          | -          | 26     | 0      |
| 2021-2022                | Union Berlino            | BL                       | 28         | 2          | CG              | 3               | 0               | UECL               | 5                  | 1                  | -          | -          | -          | 36     | 3      |
| 2022-gen. 2023           | Union Berlino            | BL                       | 13         | 0          | CG              | 2               | 0               | UEL                | 6                  | 0                  | -          | -          | -          | 21     | 0      |
| Totale Union Berlino     | Totale Union Berlino     | Totale Union Berlino     | 87+1       | 2          |                 | 10              | 0               |                    | 11                 | 1                  |            | -          | -          | 109    | 3      |
| gen.-giu. 2023           | Borussia Dortmund        | BL                       | 17         | 1          | CG              | 2               | 0               | UCL                | 1                  | 0                  | -          | -          | -          | 20     | 0      |
| 2023-2024                | Borussia Dortmund        | BL                       | 21         | 4          | CG              | 3               | 0               | UCL                | 10                 | 0                  | -          | -          | -          | 34     | 4      |
| 2024-2025                | Borussia Dortmund        | BL                       | 22         | 2          | CG              | 1               | 0               | UCL                | 11                 | 0                  | -          | -          | -          | 34     | 2      |
| Totale Borussia Dortmund | Totale Borussia Dortmund | Totale Borussia Dortmund | 60         | 7          |                 | 6               | 0               |                    | 22                 | 0                  |            | -          | -          | 88     | 7      |
| Totale                   | Totale                   | Totale                   | 211        | 16         |                 | 21              | 0               |                    | 33                 | 1                  |            | -          | -          | 265    | 17     |

### Cronologia presenze e reti in nazionale
| Cronologia completa delle presenze e delle reti in nazionale ― Norvegia | Cronologia completa delle presenze e delle reti in nazionale ― Norvegia | Cronologia completa delle presenze e delle reti in nazionale ― Norvegia | Cronologia completa delle presenze e delle reti in nazionale ― Norvegia | Cronologia completa delle presenze e delle reti in nazionale ― Norvegia | Cronologia completa delle presenze e delle reti in nazionale ― Norvegia | Cronologia completa delle presenze e delle reti in nazionale ― Norvegia | Cronologia completa delle presenze e delle reti in nazionale ― Norvegia |
| Data                                                                    | Città                                                                   | In casa                                                                 | Risultato                                                               | Ospiti                                                                  | Competizione                                                            | Reti                                                                    | Note                                                                    |
| ----------------------------------------------------------------------- | ----------------------------------------------------------------------- | ----------------------------------------------------------------------- | ----------------------------------------------------------------------- | ----------------------------------------------------------------------- | ----------------------------------------------------------------------- | ----------------------------------------------------------------------- | ----------------------------------------------------------------------- |
| 18-11-2020                                                              | Vienna                                                                  | Austria                                                                 | 1 – 1                                                                   | Norvegia                                                                | UEFA Nations League 2020-2021 - 1º turno                                | -                                                                       | 80’ 81’                                                                 |
| 27-3-2021                                                               | Malaga                                                                  | Norvegia                                                                | 0 – 3                                                                   | Turchia                                                                 | Qual. Mondiali 2022                                                     | -                                                                       | 83’                                                                     |
| 30-3-2021                                                               | Podgorica                                                               | Montenegro                                                              | 0 – 1                                                                   | Norvegia                                                                | Qual. Mondiali 2022                                                     | -                                                                       | 46’                                                                     |
| 2-6-2021                                                                | Malaga                                                                  | Norvegia                                                                | 1 – 0                                                                   | Lussemburgo                                                             | Amichevole                                                              | -                                                                       | 65’                                                                     |
| 6-6-2021                                                                | Malaga                                                                  | Norvegia                                                                | 1 – 2                                                                   | Grecia                                                                  | Amichevole                                                              | -                                                                       | 46’                                                                     |
| 1-9-2021                                                                | Oslo                                                                    | Norvegia                                                                | 1 – 1                                                                   | Paesi Bassi                                                             | Qual. Mondiali 2022                                                     | -                                                                       | 60’                                                                     |
| 8-10-2021                                                               | Istanbul                                                                | Turchia                                                                 | 1 – 1                                                                   | Norvegia                                                                | Qual. Mondiali 2022                                                     | -                                                                       | 84’                                                                     |
| 25-3-2022                                                               | Oslo                                                                    | Norvegia                                                                | 2 – 0                                                                   | Slovacchia                                                              | Amichevole                                                              | -                                                                       | 81’                                                                     |
| 29-3-2022                                                               | Oslo                                                                    | Norvegia                                                                | 9 – 0                                                                   | Armenia                                                                 | Amichevole                                                              | -                                                                       | 46’                                                                     |
| 2-6-2022                                                                | Belgrado                                                                | Serbia                                                                  | 0 – 1                                                                   | Norvegia                                                                | UEFA Nations League 2022-2023 - 1º turno                                | -                                                                       | 87’                                                                     |
| 12-6-2022                                                               | Oslo                                                                    | Norvegia                                                                | 3 – 2                                                                   | Svezia                                                                  | UEFA Nations League 2022-2023 - 1º turno                                | -                                                                       | 65’                                                                     |
| 24-9-2022                                                               | Lubiana                                                                 | Slovenia                                                                | 2 – 1                                                                   | Norvegia                                                                | UEFA Nations League 2022-2023 - 1º turno                                | -                                                                       |                                                                         |
| 27-9-2022                                                               | Oslo                                                                    | Norvegia                                                                | 0 – 2                                                                   | Serbia                                                                  | UEFA Nations League 2022-2023 - 1º turno                                | -                                                                       | 57’                                                                     |
| 17-11-2022                                                              | Dublino                                                                 | Irlanda                                                                 | 1 – 2                                                                   | Norvegia                                                                | Amichevole                                                              | -                                                                       | 65’                                                                     |
| 20-11-2022                                                              | Oslo                                                                    | Norvegia                                                                | 1 – 1                                                                   | Finlandia                                                               | Amichevole                                                              | -                                                                       | 46’                                                                     |
| 25-3-2023                                                               | Malaga                                                                  | Spagna                                                                  | 3 – 0                                                                   | Norvegia                                                                | Qual. Euro 2024                                                         | -                                                                       | 75’                                                                     |
| 28-3-2023                                                               | Batumi                                                                  | Georgia                                                                 | 1 – 1                                                                   | Norvegia                                                                | Qual. Euro 2024                                                         | -                                                                       | 90+7’                                                                   |
| 17-6-2023                                                               | Oslo                                                                    | Norvegia                                                                | 1 – 2                                                                   | Scozia                                                                  | Qual. Euro 2024                                                         | -                                                                       |                                                                         |
| 20-6-2023                                                               | Oslo                                                                    | Norvegia                                                                | 3 – 1                                                                   | Cipro                                                                   | Qual. Euro 2024                                                         | -                                                                       | 59’                                                                     |
| 12-10-2023                                                              | Strovolos                                                               | Cipro                                                                   | 0 – 4                                                                   | Norvegia                                                                | Qual. Euro 2024                                                         | -                                                                       |                                                                         |
| 15-10-2023                                                              | Oslo                                                                    | Norvegia                                                                | 0 – 1                                                                   | Spagna                                                                  | Qual. Euro 2024                                                         | -                                                                       | 40’                                                                     |
| 19-11-2023                                                              | Glasgow                                                                 | Scozia                                                                  | 3 – 3                                                                   | Norvegia                                                                | Qual. Euro 2024                                                         | -                                                                       |                                                                         |
| 26-3-2024                                                               | Oslo                                                                    | Norvegia                                                                | 1 – 1                                                                   | Slovacchia                                                              | Amichevole                                                              | -                                                                       |                                                                         |
| 8-6-2024                                                                | Brøndbyvester                                                           | Danimarca                                                               | 3 – 1                                                                   | Norvegia                                                                | Amichevole                                                              | -                                                                       | 75’                                                                     |
| 6-9-2024                                                                | Almaty                                                                  | Kazakistan                                                              | 0 – 0                                                                   | Norvegia                                                                | UEFA Nations League 2024-2025 - 1º turno                                | -                                                                       |                                                                         |
| 9-9-2024                                                                | Oslo                                                                    | Norvegia                                                                | 2 – 1                                                                   | Austria                                                                 | UEFA Nations League 2024-2025 - 1º turno                                | -                                                                       |                                                                         |
| 10-10-2024                                                              | Oslo                                                                    | Norvegia                                                                | 3 – 0                                                                   | Slovenia                                                                | UEFA Nations League 2024-2025 - 1º turno                                | -                                                                       | 82’                                                                     |
| 13-10-2024                                                              | Linz                                                                    | Austria                                                                 | 5 – 1                                                                   | Norvegia                                                                | UEFA Nations League 2024-2025 - 1º turno                                | -                                                                       | 63’                                                                     |
| 14-11-2024                                                              | Lubiana                                                                 | Slovenia                                                                | 1 – 4                                                                   | Norvegia                                                                | UEFA Nations League 2024-2025 - 1º turno                                | -                                                                       |                                                                         |
| 17-11-2024                                                              | Oslo                                                                    | Norvegia                                                                | 5 – 0                                                                   | Kazakistan                                                              | UEFA Nations League 2024-2025 - 1º turno                                | -                                                                       |                                                                         |
| 22-3-2025                                                               | Chișinău                                                                | Moldavia                                                                | 0 – 5                                                                   | Norvegia                                                                | Qual. Mondiali 2026                                                     | 1                                                                       |                                                                         |
| 25-3-2025                                                               | Debrecen                                                                | Israele                                                                 | 2 – 4                                                                   | Norvegia                                                                | Qual. Mondiali 2026                                                     | -                                                                       |                                                                         |
| 6-6-2025                                                                | Oslo                                                                    | Norvegia                                                                | 3 – 0                                                                   | Italia                                                                  | Qual. Mondiali 2026                                                     | -                                                                       |                                                                         |
| 9-6-2025                                                                | Tallinn                                                                 | Estonia                                                                 | 0 – 1                                                                   | Norvegia                                                                | Qual. Mondiali 2026                                                     | -                                                                       |                                                                         |
| Totale                                                                  |                                                                         | Presenze                                                                | 34                                                                      |                                                                         | Reti                                                                    | 1                                                                       |                                                                         |